# Crazy (singel Aerosmith)
Crazy – singiel amerykańskiego zespołu muzycznego Aerosmith, wydany 3 maja 1994 i umieszczony na ich jedenastym albumie studyjnym, zatytułowanym Get a Grip. Piosenkę napisali członkowie zespołu, tj. Steven Tyler i Joe Perry, oraz Desmond Child. Za produkcję odpowiadał Bruce Fairbairn.
Do piosenki został zrealizowany oficjalny teledysk, który osiągnął wynik ponad 689 mln wyświetleń na oficjalnym kanale zespołu w serwisie YouTube. Reżyserią zajął się Marty Callner. W klipie gościnnie wystąpiły Alicia Silverstone i córka Stevena Tylera, Liv.
Za piosenkę zespół odebrał nagrodę Grammy w kategorii Najlepszy rockowy występ wokalny duetu lub grupy w 1994.

## Lista utworów
singel 7″
1. „Crazy” – 5:17
2. „Gotta Love It” – 5:58

Maxi singel
1. „Crazy” (LP Version) – 5:17
2. „Crazy” (Orchestral) – 5:30
3. „Crazy” (Acoustic) – 5:39
4. „Amazing” (Orchestral) – 5:56
5. „Gotta Love It” (LP Version) – 5:58

## Notowania

### Pozycje na cotygodniowych listach sprzedaży
| Lista (1995)              | Pozycja |
| ------------------------- | ------- |
| Holandia (Single Top 100) | 28      |
| Niemcy                    | 43      |
| Szwajcaria                | 28      |
| USA (Billboard Hot 100)   | 17      |